# Hollywood Museum
L'Hollywood Museum  è un museo a Hollywood, California, che ospita una collezione di cimeli della storia dei cinema e della televisione americani. È ospitato nello storico Max Factor Building sulla Highland Avenue di Los Angeles, progettato dall'architetto americano Simeon Charles Lee.
La collezione del Museo di Hollywood contiene oltre 11.000 oggetti, compresi costumi, oggetti di scena, figure in stop motion, fotografie, sceneggiature e altri artefatti. Tra gli oggetti esposti ci sono le quattro sale trucco originali utilizzate dal pioniere del trucco degli artisti di Hollywood Max Factor, una per le rosse, una per le bionde, una per le castane e una per le brune.
Il museo è collegato a una succursale del ristorante Mel's Drive-In.
A giugno 2016, durante il Mese dell'orgoglio LGBT, il museo ha ospitato una mostra dal titolo "Dalla finzione alla Realtà: ritratti e percezioni dei Gay di Hollywood".